# 古城荊棘王
《古城荊棘王》是日本漫畫家岩原裕二創作的日本漫畫作品。於Enterbrain月刊漫畫雜誌《Comic Beam》2002年10月号至2005年10月号期間連載。單行本全6卷。
2008年獲得並選入美國圖書館協會推薦圖文小說作品。改編動畫電影於2009年在錫切斯電影節上進行首映，日本在2010年正式上映。

## 劇情簡介
面對沒有治療方法的奇怪石化病梅杜莎日漸侵蝕世界，為了找出爭取時間研發解藥，名為維納斯之門的公司開發了冷凍睡眠技術，並從全世界選出160名志願者自願接受冷凍睡眠，將人類的生還寄託於未來的醫療科技上。

## 登場人物
小霞（配音：花澤香菜）
本作主角。第一名從冷凍睡眠中醒來的志願者。劇場版設定為15歲的日籍高中生，全名為石木霞，有一位雙胞胎姐姐小雫。
真正身份為小雫創造的分身。真正的小霞在中心崖邊與小雫爭執時不慎墮崖而死。大受打擊的小雫因而產生具現化的能力，將現象中的小霞化為真實。最後小雫的人格連同中心自我毀滅，小霞則生還並成功逃出中心。
麥克·歐文（配音：森川智之）
受中央情報局僱用來調查維納斯之門內幕的間諜人員。表面粗暴倔強，但也有重情義的一面，如折返救起險些溺斃的小霞。劇場版設定則為24歲的英國特種空勤團軍人、軍階為少尉。受命偽裝成志願者潛入設施內部，與彼得合作尋找梅杜莎病毒是維納斯之門製造的生化武器的證據。關閉愛麗絲系統時被荊棘刺穿，勉強和小霞逃生後失血过多身亡。
根據愛麗絲系統，七人中擔任最強戰士，負責保護小霞。
羅（配音：乃村健次）
非裔美國人，身分為職業軍人。劇場版設定為28歲的美国警察，全名罗·波多曼，在怪物口中救下麥克後石化而亡。
根據愛麗絲系統，在七人中擔任富有正義感的領導者角色。
提姆（配音：矢島晶子）
天真無邪的少年，為逃脫七人中年紀最小的。劇場版設定為來自德國的八岁小學生，全名提姆西·莱森巴赫。酷爱打电子游戏，由于受到爱丽丝催眠的关系多次透過電子遊戲的術語提示其他志願者如何逃生，其後愛麗絲解除暗示後恢復本身的人格。在直升機事故後生還，與逃出中心的小霞離開古城。
根據愛麗絲系統，是七人中的帶路者。
凱瑟琳（配音：大原沙耶香）
因家暴而對自身孩子感到愧疚，對提姆產生移情作用而當成自己的孩子。劇場版設定為25歲來自澳洲前護士，全名凯瑟琳·特纳。最後病發時不小心失控走火造成直升機墜毀，全身石化而亡。
根據愛麗絲系統，在七人中負責以母性保護帶路者。
彼得·史蒂芬（配音：三木真一郎）
溫文爾雅的男子、對古城的構造頗為熟悉。事實上為睡眠膠囊的發明者，在冷凍睡眠出現故障時靈機一觸換上其他志願者的制服，偽裝成志願者的一員。被其他隊員質疑身分時挾持小霞離隊。其後犧牲自己從怪物中救下小霞，死前將載有維納斯之門真相的記憶卡託付給她。記憶卡卻不慎在逃脫時焚毀。
阿雷薩多羅·貝奇諾（配音：廣田行生）
使用特權購買睡眠膠囊資格的義大利上议院議員，在七人中首名喪命，自弟弟多年前自殺後一直不安。
七人中擔任肉盾角色。

### 其他人物
小雫（配音：仙台惠理）
全名石木雫，小霞的雙胞胎姐姐，擅長袋棍球。
愛麗絲（配音：久野美咲）
八年前西伯利亞上空出現流星雨後，整個村莊的村民因梅杜莎病毒喪命，唯一的倖存者正是愛麗絲。因幻想朋友「拉魯」的實體化，讓艾爾以她作為實驗品，試圖控制梅杜莎病毒，以便掌控全世界，卻引發意想不到的危機。
傑斯
原作的幕後黑手，身著夏威夷衫的男子，利用梅杜莎創造出怪物的罪魁禍首。
艾爾·克拉魯·維加（配音：磯部勉）
維納斯之門的創辦人，逃脫時在酒窖與其他志願者相遇。八年前研究出現梅杜莎症候群的西伯利亞村莊時遇上愛麗絲，發現她可以透過幻想製造存在於現實的新型生物，而展開對梅杜莎病毒的研究。認為梅杜莎症病毒是啟發人類進化的天啟。愛麗絲因反覆的實驗而死後，成立冷凍睡眠膠囊中心集合有可能進化的志願者，希望控制他們的夢境並一次性迫使他們進化。在中心遇上小雫並對她進行實驗，意外誘發小雫的具現化能力暴走，造成這次的事件。
劇場版設定為45歲的俄羅斯人。最後與愛麗絲的遺體一起被埋於瓦礫之下而死。
華德·修威特（配音：藤田圭宣）
美國國家安全局的公務員，受到總統的指示將歐文從監獄假釋，協助CIA調查案件。
沙·亨利·阿布斯丹
古城的原主人，因愛子死於梅杜莎，而將他名下的13世紀風格城堡捐予維納斯之門，本作僅出現名字。
蘿拉·歐文（配音：川澄綾子）
麥克的妹妹，三年前因為對梅杜莎的恐懼而在紐約跳楼自殺，後在麥克的幻覺中出現。

## 出版書籍
| 冊數 | Enterbrain     | Enterbrain                                      | 東立出版社     | 東立出版社         |
| 冊數 | 發售日期       | ISBN                                            | 發售日期       | ISBN               |
| ---- | -------------- | ----------------------------------------------- | -------------- | ------------------ |
| 1    | 2003年4月25日  | ISBN 4-7577-1380-0                              | 2004年11月30日 | ISBN 986-11-4855-8 |
| 2    | 2003年9月25日  | ISBN 4-7577-1585-4                              | 2005年3月15日  | ISBN 986-11-4856-6 |
| 3    | 2004年2月25日  | ISBN 4-7577-1770-9                              | 2005年5月9日   | ISBN 986-11-6116-3 |
| 4    | 2004年9月25日  | ISBN 4-7577-1987-6 ISBN 4-7577-1988-4（特裝版） | 2005年5月17日  | ISBN 986-11-6117-1 |
| 5    | 2005年5月30日  | ISBN 4-7577-2303-2                              | 2005年11月28日 | ISBN 986-11-7124-X |
| 6    | 2005年10月24日 | ISBN 4-7577-2478-0                              | 2006年3月24日  | ISBN 986-11-7811-2 |

## 動畫電影
最初由角川映畫發行的改編動畫電影，在2009年10月第24屆錫切斯電影節上進行首映。日本於2010年5月1日上映。北美由Funimation代理發行。

### 製作人員
- 原作 - 岩原裕二
- 監督 - 片山一良
- 脚本 - 山口宏、片山一良
- 人物設計 - 松原秀典
- 怪物設計 - 安藤賢司
- 機械設計 - 山根公利
- 總作畫監督 - 恩田尚之
- 特效作画監督 - 橋本敬史
- 分鏡 - 片山一良、須永司
- 演出 - 遠藤広隆、内田信吾
- 作画監督 - 吉岡毅、牧孝雄、鈴木竜也、千葉崇洋、堀内博之、松田勝巳、川名久美子、岩田幸大、原田大基、滝口禎一、野口寛明、末永宏一
- 美術監督 - 中村豪希
- CG監督 - 中島智成
- 色彩設計 - 中内照美
- 攝影監督 - 佐藤光洋
- 編輯 - 掛須秀一
- 音樂 - 佐橋俊彦
- 音響監修 - 鶴岡陽太
- 製作人 - 土屋康昌、木村淳一
- 動畫製作 - SUNRISE
- 製作 - 「古城荊棘王」製作委員会（萬代影視、SUNRISE、enterbrain、角川映画、東京電視台、電通、Sony PCL）
- 發行 - 角川映画

主題曲
「EDGE OF THIS WORLD」（Ariola Japan）
歌、作詞 - MISIA / 作曲 - Sinkiroh / 編曲 - Gomi

## 評價
本作的英文版於2008年在青年成人圖書館協會中獲得青少年票選十大最棒的圖文小說。單行本第1卷也在《出版者周刊》中得到如此評價：『是一部引人入勝的暴力生存類型漫畫。』，也讚賞作者如何精準描繪出角色幽閉恐懼症的心理狀態，使讀者淺顯易懂。

## 外部連結
- 古城荊棘王電影官網（页面存档备份，存于）（日語）
- 古城荊棘王（漫畫）在動畫新聞網百科全書中的資料（英文）